# Temple protestant de Lille
Le temple protestant de Lille est un édifice religieux situé place du Temple à Lille. La paroisse est membre de l'Église protestante unie de France. Ce site est desservi par la station de métro République - Beaux-Arts.

## Histoire

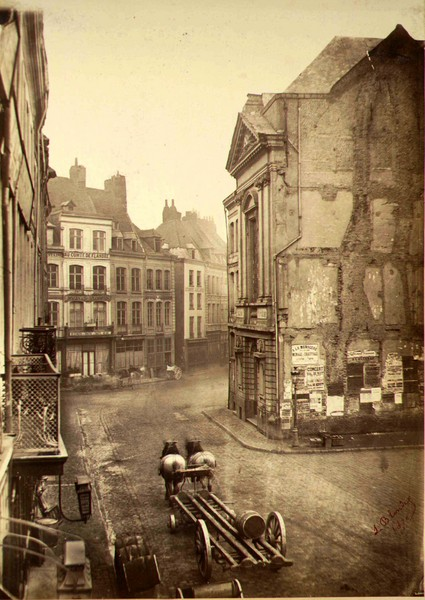
Le temple protestant rue de Tournai à Lille, avant sa démolition.

Les protestants obtiennent la liberté de conscience et d'expression de leur foi à la Révolution française, avec l'article 10 de la Déclaration des droits de l'homme et du citoyen de 1789. Dans le cadre du Régime concordataire français, ils obtiennent l'ancienne chapelle désaffectée de la maison des Bons-Fils. Ce premier temple est démoli vers 1868, lors du percement de la rue Faidherbe. 
Après la Guerre franco-allemande de 1870, des protestants et juifs de l'Alsace-Lorraine trouvent refuge à Lille. Ils construisent le temple protestant et la synagogue de Lille face à face, rue Auguste Angellier. Le nouveau « quartier latin » lillois accueille également l'église Saint-Michel, et l'Université, devenu faculté des lettres puis Sciences Po Lille. 
Un concours d'architecture est ouvert pour la construction du nouveau temple avec un presbytère, une salle d'asile et une école, précisant la présence dans le projet d'un clocher-porche, l'utilisation de la brique pour les murs et de la pierre de taille pour la façade. La capacité prévue est de 800 places, tribunes comprises. À l'issue du concours, le projet de l'architecte strasbourgeois Alphonse Roederer est retenu en juillet 1868. L'inauguration a lieu le 1er novembre 1871 mais les travaux se poursuivent jusque vers 1875. En 1880, un orgue est installé,. 
L'édifice est inscrit à l'inventaire des monuments historiques en 2010.

## Description

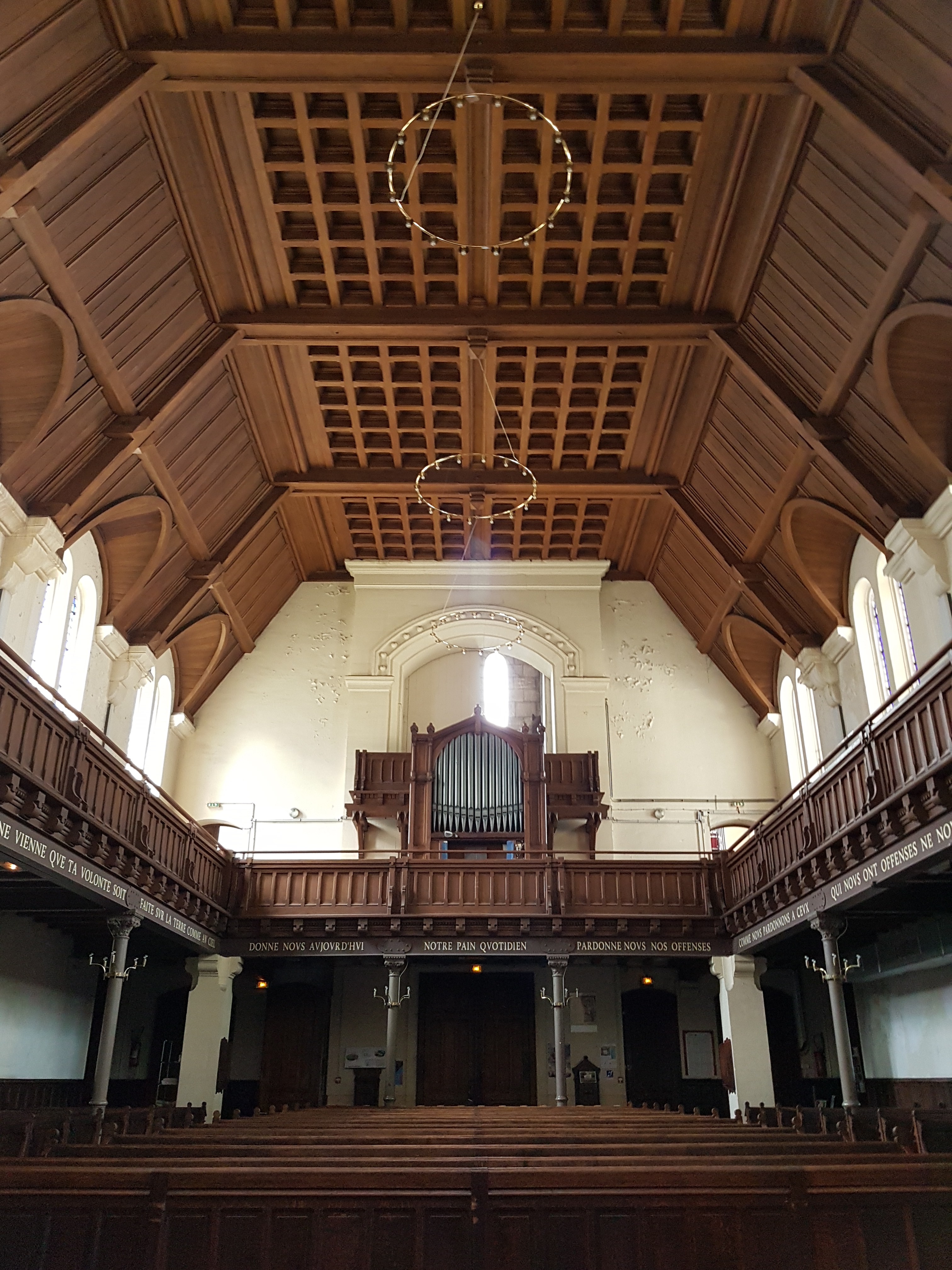
Tribune et boiseries du temple.

Le temple comprend un clocher-porche monumental en pierre, initialement couronnée d'une flèche en bois. Elle a été remplacée par une flèche en pierre pleine qui accentue encore l'aspect minéral de la façade. Toute la richesse des décors et des matériaux se trouve concentrée sur le clocher et son porche, le reste du bâtiment étant réalisé en briques. Le presbytère et les annexes sont situés dans l'enfilade du temple.
L'intérieur du temple est caractérisé par une tribune qui en fait le tour complet sur laquelle est calligraphié le texte du Notre-Père. Le plafond est caractérisé par un remarquable habillage en boiserie à caissons de la charpente. Le temple est équipé d'un orgue à un seul clavier.

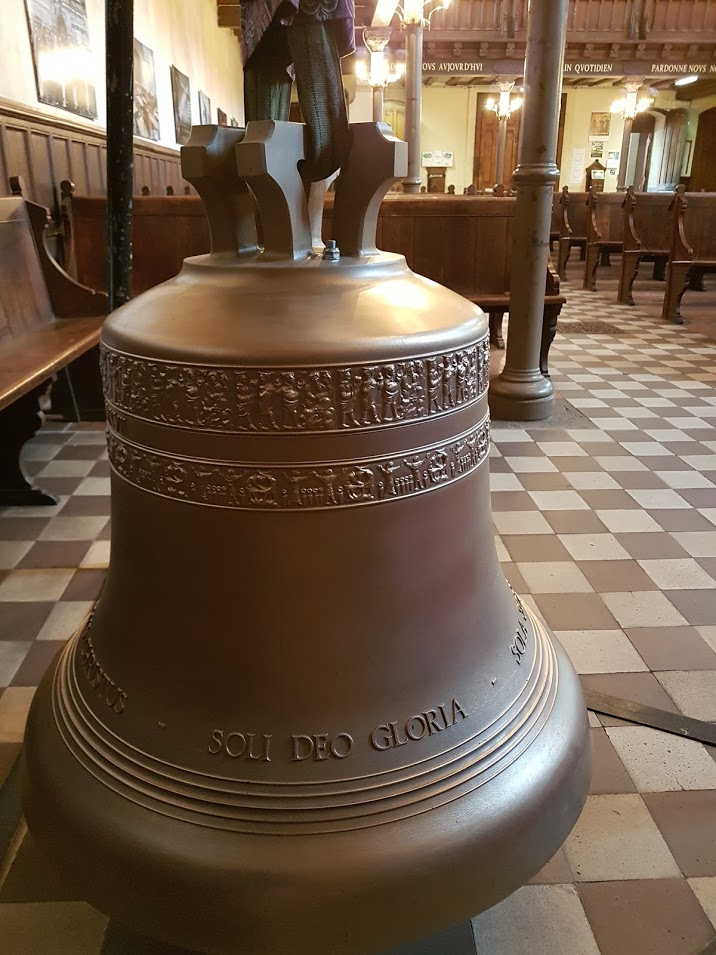
Nouvelle cloche fondue et installée en 2017, à l'occasion des 500 ans de la réforme protestante.

À l'origine, le clocher était équipé d’une cloche en fonte de fer d’un diamètre de 100 cm et pesant approximativement 600 kg montée « en lancer franc », c’est-à-dire que l'axe du battant était le même que l’axe d’oscillation de la cloche. En raison de son mauvais état, elle ne pouvait plus être sonnée à la volée. Elle a été remplacée par une cloche de bronze de 350 kg et d'un diamètre de 85 cm montée avec un battant rétrograde qui transmet moins de contraintes au bâtiment. La nouvelle cloche fondue à l'occasion du 500e anniversaire de la Réforme protestante, grâce à une souscription des paroissiens, a été inaugurée le 5 novembre 2017. Elle est cernée par les cinq solas de la Réforme : Sola Fide (par la foi seule), Sola Gratia (par la Grâce seule), Sola Scriptura (par la Bible seule), Solus Christus (par le Christ seul) et Soli Deo Gloria (à Dieu seul la Gloire).

## Usage cultuel
Propriété de la municipalité de Lille, le temple est attribué pour son usage cultuel à une église réformée de l’Église protestante unie de France (EPUdF). Le culte y est célébré les dimanches à 10 heures 30. 